# George Keyt

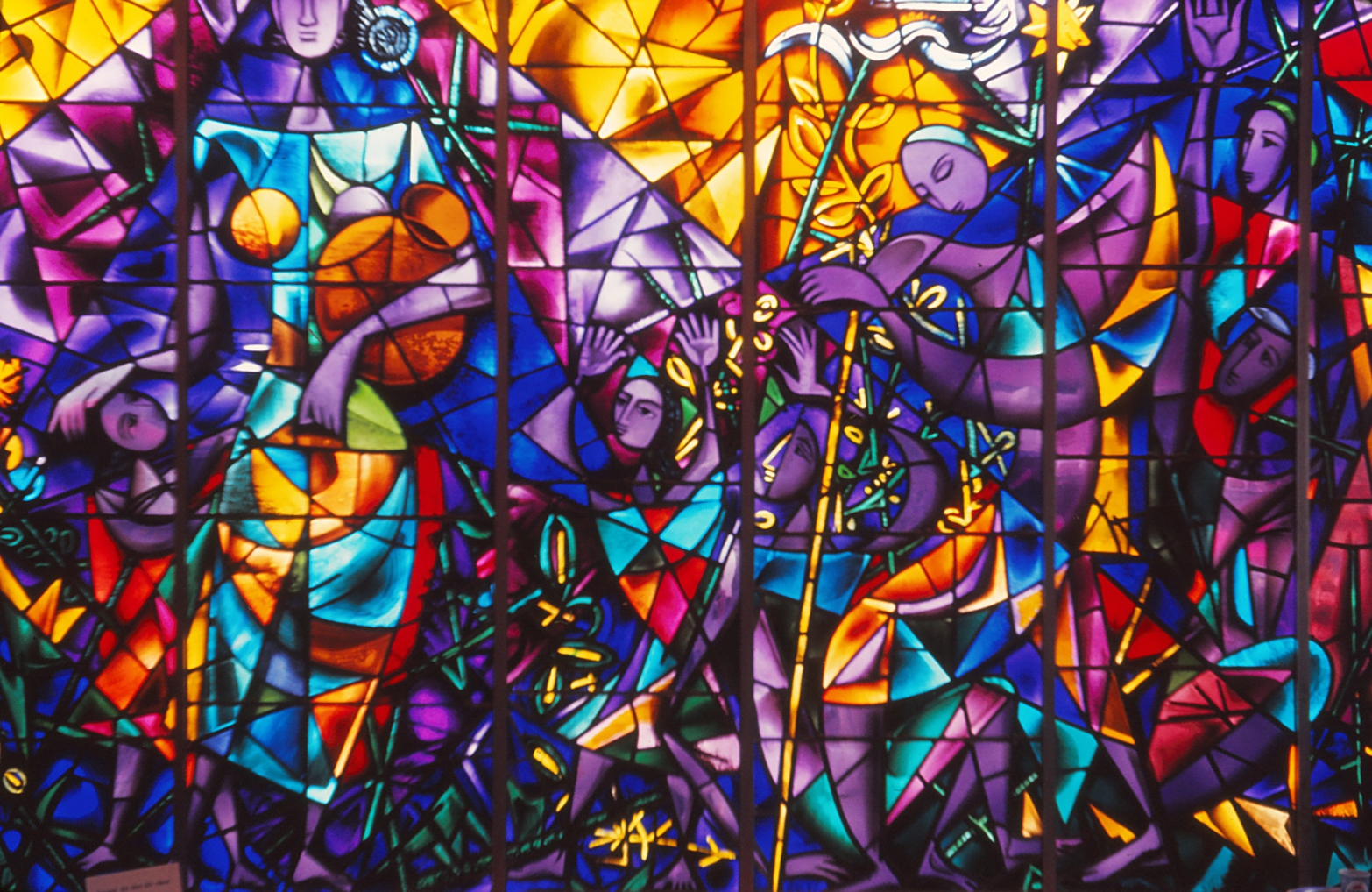
George Keyt – Glasfenster des sri-lankischen Pavillons bei der Expo 67 in Montreal, Quebec, Kanada

George Keyt (* 17. April 1901 in Kandy, Ceylon; † 31. Juli 1993 in Colombo, Sri Lanka) war ein srilankischer Dichter und Maler europäisch-britischer Abstammung.

## Werdegang
George Keyt stammte aus einer Burgher-Familie und erhielt eine Ausbildung am Trinity College von Kandy. Angeregt durch Abbildungen der Felsmalereien in Sigiriya las und zeichnete er bereits in jungen Jahren viel. Die europäische Kunst des Kubismus (v. a. Picassos), der er sich lange Zeit verpflichtet fühlte, lernte er durch Abbildungen in Büchern kennen. Im Jahr 1930 organisierte sein Freund Lionel Wendt eine Gemeinschaftsausstellung, in der auch mehrere seiner Werke zu sehen waren; die Kritik war jedoch mäßig. Keyt war Gründungsmitglied der '43 Group, in der Künstler wie Ivan Peries u. a. zusammenfanden. Er selbst lebte von 1939 bis in die 1970er Jahre wiederholt für längere Zeit in Indien, wo er sich mit der Kunst des Buddhismus und des Hinduismus beschäftigte.

## Werk
Zu seinem Werk gehören neben Zeichnungen und Bildern auch Gedichte und Übersetzungen (darunter auch der Gitagovinda ins Englische (1940)).

## Ehrungen
Im Jahr 1953 wurde George Keyt der Order of the British Empire verliehen.